# Énergie en Autriche
Le secteur de l'énergie en Autriche se distingue au sein de l'Union européenne (UE) par la part de ses énergies renouvelables qui a fortement progressé depuis les années 1970, période au cours de laquelle un référendum le 5 novembre 1978 met fin à la mise en service effective de la centrale nucléaire de Zwentendorf.
En 2018, la part des énergies renouvelables dans la consommation d'énergie primaire nationale est ainsi de 31,3 %, l'énergie hydraulique compte pour 9,8 % et la biomasse pour 18,9 %. En termes de part des énergies renouvelables dans la consommation brute d'énergie finale en 2017, avec 32,6 % l'Autriche se situe au 5e rang européen, après la Suède (53,5 %), la Finlande, la Lettonie et le Danemark.
Cependant, les énergies fossiles représentent encore 66,4 % de la consommation d'énergie primaire en 2018. De ce fait, les émissions de CO2 liées à l'énergie de l'Autriche sont en 2017 de 7,38 t CO2 par habitant, niveau supérieur de 69 % à la moyenne mondiale et de 62 % à celle de la France. La puissance installée photovoltaïque par habitant en Autriche, au 3e rang européen, est supérieure de 38 % à la moyenne de l'Union européenne.
Le marché de l'électricité est libéralisé en 2001 et celui du gaz en 2002. L'électricité, qui représentait 19,5 % de la consommation finale d'énergie en 2017, est produite en 2022 à 79,4 % par les énergies renouvelables (centrales hydrauliques 56,7 %, éolien 10,5 %, biomasse 6,3 %, solaire 5,5 %, déchets 0,5 %), mais le pays importait 11,2 % de ses besoins d'électricité en 2022. L'Autriche se classe au 1er rang européen pour la part des énergies renouvelables dans la production d'électricité en 2017 avec 72,2 %, devant la Suède. Elle se situe en 2021 au 6e rang des producteurs européens d'hydroélectricité avec 6,0 % du total européen et au 14e rang dans l'éolien, et en 2024 au 9e rang des producteurs photovoltaïques de l'Union européenne. 
La chaleur distribuée par les réseaux de chaleur représente 6,5 % de la consommation finale d'énergie en 2017, contre 4,5 % en Allemagne. Elle est produite pour 55 % à partir d'énergies renouvelables en 2020.

## Production d'énergie primaire
L'Autriche produit en 2018 de modestes quantités de pétrole (700 ktep, soit 7 % de ses besoins pétroliers) et de gaz naturel (859 ktep, 6,3 % des besoins gaziers), mais l'essentiel de sa production nationale d'énergie est composé d'énergies renouvelables : biomasse et déchets (6 042 ktep), hydroélectricité (3 236 ktep), éolien et solaire (863 ktep). Au total, cette production locale (12 371 ktep) couvre 30,7 % des besoins du pays.

## Importations
L'Autriche importe une grande partie de son énergie : 66,6 % en 2017 (solde net importateur), en particulier : pétrole (brut : 8,56 Mtep, produits pétroliers : 6,33 Mtep), gaz naturel (10,82 Mtep), charbon (2,73 Mtep) et électricité (2,41 Mtep) ; elle réexporte 3,04 Mtep de produits pétroliers, 4,33 Mtep de gaz naturel et 1,64 Mtep d'électricité.

## Consommation d'énergie primaire
La consommation d'énergie primaire autrichienne atteint 33,01 Mtep en 2018, dont 21,91 Mtep (66,4 %) de combustibles fossiles (charbon 8,3 %, pétrole 35,6 %, gaz naturel 22,4 %) et 10,33 Mtep (31,3 %) d'énergies renouvelables (biomasse-déchets 18,9 %, hydroélectricité 9,8 %, éolien-solaire 2,6 %) ; enfin, le solde importateur d'électricité contribue pour 0,77 Mtep (2,3 %). Depuis 1990, les énergies fossiles ont progressé de 11 %, les énergies renouvelables de 97 % et la consommation totale de 33 %.
La consommation d'énergie primaire par habitant atteint 3,81 tep en 2017, soit plus du double de la moyenne mondiale (1,86 tep) ; elle est légèrement supérieure à celles de la France (3,68 tep) et très proche de celle de l'Allemagne (3,77 tep).

## Consommation finale d'énergie
La part de l'électricité dans la consommation finale est en 2017 de 19,5 % contre 18,4 % en 1990 ; celle de la chaleur de réseau est de 6,5 % contre 3,1 % en 1990, et celle de l'utilisation directe de biomasse était de 14,0 % contre 11,1 %.
En termes de part des énergies renouvelables dans la consommation brute d'énergie finale en 2017, parmi les pays de l'UE, l'Autriche se situe au 5e rang avec 32,6 %, derrière la Suède (54,5 %), la Finlande, la Lettonie et le Danemark.
Par ailleurs, l'énergie grise intégrée dans les importations, nette de celle intégrée dans les exportations, atteint 92 TWh en 2020.

## Secteur de l'électricité
L'Autriche produit de l'électricité, notamment avec de nombreux barrages hydroélectriques, mais le pays était importateur net d’électricité en 2022 : 28,59 TWh d'importations, 19,89 TWh d'exportations, soit un solde importateur de 8,70 TWh qui représente 11,2 % des besoins du pays ; en 2020, la crise du Covid-19 a réduit ce solde importateur à 2,19 TWh.

### Production
En 2022, la production du pays s'élève à 69,22 TWh, dont 13,51 TWh (19,5 %) par des centrales à combustibles fossiles (gaz naturel : 15,7 %, charbon : 2,8 %, pétrole : 1,0 %), 54,95 TWh (79,4 %) par les énergies renouvelables (centrales hydrauliques 39,22 TWh (56,7 %), éolien 10,5 %, biomasse 6,3 %, solaire 5,5 %, déchets 0,5 %) et 1,1 % par d'autres sources (déchets non renouvelables).
L'Autriche se classait au 1er rang dans l'Union européenne pour la part des énergies renouvelables dans la production d'électricité en 2017 avec 72,2 %, devant la Suède (65,9 %) et le Danemark (60,4 %).
Le 5 novembre 2015, la Basse-Autriche, l’une des principales provinces autrichiennes, qui compte 1,65 million d’habitants, annonce couvrir l’intégralité de sa consommation d’électricité avec des énergies renouvelables, à savoir 63 % d’énergie hydraulique, 26 % d’éolien, 9 % de biomasse et 2 % de solaire.

#### Hydroélectricité
L'énergie hydraulique est la principale source de production d'électricité en Autriche, avec 39,22 TWh en 2022, soit 56,7 % de la production du pays, contre 60,1 % en 2021 (42,54 TWh) et 62,5 % en 2020 (45,34 TWh).
Selon l'International Hydropower Association, la production hydroélectrique de l'Autriche s'est élevée à 41 TWh en 2021, au 6e rang européen avec 6,0 % du total européen, derrière la Norvège (144 TWh), la Suède (71 TWh), la France (63 TWh) et l'Italie (47 TWh), la Turquie (55 TWh), et devant la Suisse (39 TWh).
L'Autriche est un des pays pionniers de l'hydroélectricité : sa première centrale hydroélectrique commerciale est inaugurée en 1884. La plus vieille centrale hydroélectrique encore en activité, la station de pompage-turbinage de Partenstein, date de 1924 : l'hydroélectricité a connu en effet un fort développement après la Première Guerre mondiale sous la pression de la demande d'électricité et du manque de charbon, les principaux gisements de l'empire austro-hongrois ayant été perdus ; un second boom survient après l'annexion de l'Autriche par l'Allemagne en 1938, puis un troisième dans les années 1950 grâce au programme européen de reconstruction.
Selon un plan présenté en mai 2008 par des représentants du gouvernement et de la Fédération des entreprises d'électricité autrichiennes (VEÖ) le potentiel d'hydroélectricité se monte à 56 TWh. Il resterait ainsi 8 TWh de gisement potentiel dans le pays. L'objectif du gouvernement autrichien est d'en réaliser 7 de 2008 à 2020. Des réserves sont émises par les Verts et des associations environnementales, les potentiels chiffrés sont jugés trop élevés.
La puissance installée des centrales hydroélectriques autrichiennes totalise 14 747 MW fin 2021, au 8e rang européen avec 5,8 % du total européen, dont 37,9 % de centrales de pompage-turbinage : 5 596 MW (10,2 % du total européen). En 2021, 150 MW ont été mis en service, dont la centrale de Traunleiten (17,5 MW) et divers gains apportés par des modernisations. En 2018, l'Autriche met en service 385 MW de nouvelles capacités de pompage-turbinage, dont Obermuntwerk II (360 MW), qui utilise les eaux des réservoirs existants de Silvretta et Vermunt, et Dießbach (32 MW), près de Salzbourg.
Les centrales au fil de l'eau totalisent 5 700 MW ; plus de 3000 centrales sont connectées au réseau, dont 95 % ont une puissance inférieure à 10 MW, et les 158 centrales de puissance plus élevée totalisent plus de 90 % de la puissance installée et de 86 % de la production ; 2000 très petites installations sont utilisés en autoconsommation hors réseau. Le potentiel techniquement et économiquement exploitable du pays est estimé à 56,1 TWh, dont 75 % sont déjà exploités. En 2017, le projet de pompage-turbinage de Rellswerk (10,4 MW) est mis en service; deux autres projets de pompage-turbinage sont en construction : Obervermuntwerk II (360 MW), dont la mise en service est prévue en 2018, et celui de Tauernmoos (130 MW), prévu pour 2025. Le projet de pompage-turbinage Reisseck II est mis en service durant l'été 2016 ; en construction depuis 2010, il fait partie du groupe de centrales Malta-Reisseck dont la puissance de pointe s'élève à 430 MW.
L'aménagement hydroélectrique Bärenwerk, à Salzbourg, est remis en état après trois ans de travaux, portant sa puissance de 11,6 MW à 15 MW, et un nouvel aménagement au fil de l'eau de 5,4 MW est mis en service, dans le même complexe que la centrale existante de Kreuzbergmaut ; 1 730 MW de pompage-turbinage sont en cours de construction en 2015 en Autriche, dont les projets Reisseck II (430 MW) et Obervermuntwerk II 360 MW, conçus pour fonctionner en conjonction avec des centrales de pompage existantes, de façon à minimiser les impacts environnementaux ; leur mise en service est prévue respectivement en 2016 et 2019 ; en 2015, le contrat d'ingénierie pour la centrale de pompage-turbinage de Koralm (940 MW) est attribué au groupe autrichien Andritz.
Le développement de la petite hydraulique est encouragé par des avantages fiscaux et des tarifs d'achat garantis, par exemple 10 % maximum de l'investissement pour des puissances allant jusqu'à 10 MW, plafonné à 400 €/kWh.

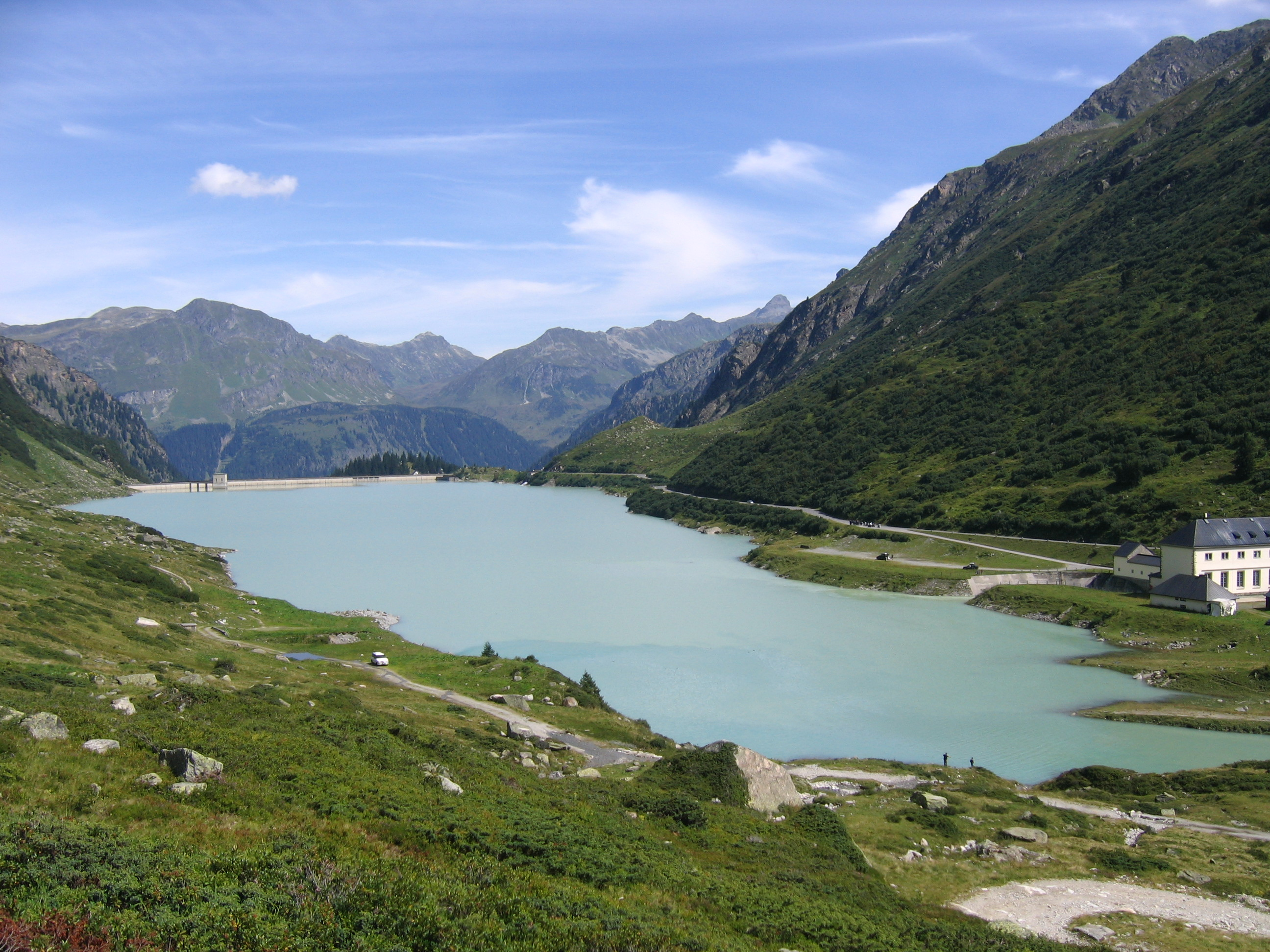
Lac Vermuntsee dans le Vorarlberg.

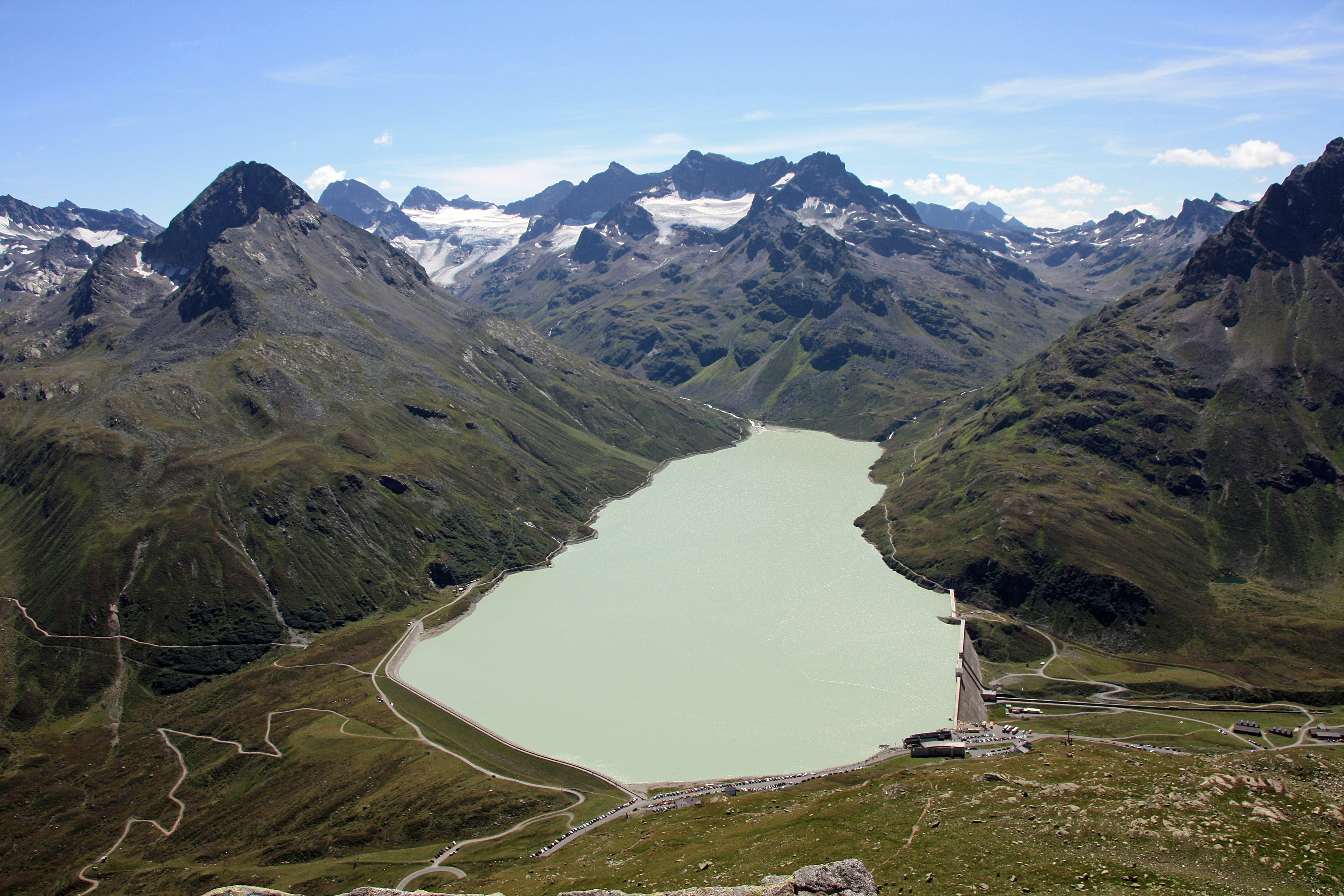
Réservoir Silvretta-Stausee (2030 m).

La centrale hydraulique d'Obervermuntwerk (29 MW), mise en service en 1943 à Gaschurn dans le Vorarlberg, va être transformée en une station de pompage-turbinage ; le projet baptisé Obervermuntwerk II consiste à construire une centrale souterraine de 360 MW équipée de groupes réversibles qui, en période de faible demande, pomperont l'eau du lac de Vermuntsee jusqu'au lac de Silvretta-Stausee, situé 311 mètres plus haut, pour la turbiner lors des périodes de forte demande ; les travaux commencent en mai 2014 pour une mise en service en 2018 et un investissement de 600 M€ ; cet ouvrage servira également à compenser les énergies renouvelables intermittentes ; une station de pompage-turbinage peut atteindre sa puissance maximale en deux minutes contre 15 minutes pour les turbines à gaz, les centrales thermiques les plus souples ; les deux alternateurs de 180 MW seront fournis par Alstom.
En 1984, le projet de construction de la centrale hydroélectrique de Hainburg dans le parc national Danube-Auen fait l'objet d'un mouvement de protestation, auquel participe la première présidente des Verts, Freda Meissner-Blau. Celle-ci participe aux négociations avec le gouvernement. Les écologistes obtiennent, après des débuts difficiles et de nombreuses actions directes, que le projet de centrale hydroélectrique soit abandonné.

#### Énergie thermique fossile
Le volume d'électricité produit en 2022 dans les centrales thermiques à combustible fossile est de 13,51 TWh, soit 19,5 % de la production d'électricité du pays (mais 31,6 % en 2011, année de faible hydraulicité et 16,7 % en 2014, année de forte hydraulicité). Cette production provient surtout des centrales à gaz : 15,7 % de la production d'électricité, et des centrales à charbon : 2,8 %.

#### Éolien

##### Production d'électricité
Selon EurObserv'ER, la production éolienne de l'Autriche s'est élevée à 8 036 GWh en 2023, en hausse de 10,9 % par rapport à 2022, au 14e rang des producteurs éoliens de l'Union européenne (UE), avec 1,7 % du total de l'UE, derrière l'Allemagne (29,8 %), l'Espagne (13,5 %), la France (10,6 %), la Suède (7,2 %), les Pays-Bas (6,1 %), l'Italie (4,9 %), etc.
En 2022, l'éolien a produit 7 245 GWh, soit 10,5 % de la production d'électricité du pays.
| Année | Production (GWh) | Accroissement | Part prod.élec. |
| 2002  | 140              |               | 0,2 %           |
| 2003  | 367              | +166 %        | 0,6 %           |
| 2004  | 934              | +151 %        | 1,5 %           |
| 2005  | 1 331            | +43 %         | 2,0 %           |
| 2006  | 1 753            | +32 %         | 2,7 %           |
| 2007  | 2 037            | +16 %         | 3,1 %           |
| 2008  | 2 011            | -1 %          | 3,0 %           |
| 2009  | 1 954            | -3 %          | 2,8 %           |
| 2010  | 2 064            | +6 %          | 2,9 %           |
| 2011  | 1 936            | -6 %          | 2,9 %           |
| 2012  | 2 463            | +27 %         | 3,4 %           |
| 2013  | 3 152            | +28 %         | 4,6 %           |
| 2014  | 3 846            | +22 %         | 5,9 %           |
| 2015  | 4 840            | +26 %         | 7,4 %           |
| 2016  | 5 235            | +8 %          | 7,7 %           |
| 2017  | 6 572            | +26 %         | 9,2 %           |
| 2018  | 6 030            | -8 %          | 8,8 %           |
| 2019  | 7 477            | +24 %         | 10,1 %          |
| 2020  | 6 792            | -9 %          | 9,4 %           |
| 2021  | 6 740            | -0,8 %        | 9,5 %           |
| 2022  | 7 245            | +7,5 %        | 10,5 %          |
| 2023  | 8 036            | +10,9 %       |                 |

En 2022, la production éolienne de l'Autriche s'est classée au 14e rang des producteurs éoliens de l'Union européenne (UE), avec 1,7 % du total de l'UE, derrière l'Allemagne (29,9 %), l'Espagne (14,9 %), la France (9,0 %), la Suède (7,9 %), l'Italie : (2,7 %), etc.
En 2017, l'Autriche se situait au 13e rang européen pour la production d'électricité éolienne : 6 574 GWh, en progression de 26 % par rapport à 2016.
La part de l'éolien dans la production d'électricité autrichienne atteignait 6,4 % en 2015 (Allemagne : 13,0 % ; Italie : 5,5 % ; France : 3,9 %).

##### Puissance installée
L'Autriche a installé 331 MW en 2023, portant sa puissance installée éolienne à 3 945 MW fin 2023 (+8,6 %), compte tenu des mises hors service (19 MW). Elle se classe au 14e rang de l'Union européenne (UE) avec 1,8 % du total de l'UE, derrière l'Allemagne (31,8 %), l'Espagne (14,1 %), la France (10,2 %) et la Suède (7,4 %), l'Italie (5,6 %), etc. Sa part du marché de l'UE en 2023 était de 2,1 %.
La puissance installée par habitant de l'Autriche s'élevait en 2023 à 433,3 W, inférieure de 11 % à la moyenne de l'UE (487 W), au 12e rang européen, loin derrière la Suède (1 533,4 W), l'Allemagne (823,6 W) ou l'Espagne (640 W), mais devant la France (328,4 W) ou l'Italie (209,1 W).
L'Autriche a installé 267 MW en 2022, portant sa puissance installée éolienne à 3 586 MW fin 2022 (+4,8 %), compte tenu des mises hors service (103 MW). Elle se classe au 14e rang de l'Union européenne (UE) avec 1,8 % du total de l'UE. Sa part du marché de l'UE en 2022 était de 1,8 %.
La puissance installée éolienne atteignait 2 887 MW fin 2017 (13e rang européen), en augmentation de 167 MW (+6 %).

#### Solaire

##### Production d'électricité
Selon EurObserv'ER, l'Autriche a produit 8 620 GWh en 2024, en progression de 35 %, soit 2,9 % de la production de l'Union européenne (UE), au 9e rang des producteurs photovoltaïques de l'UE, derrière l'Allemagne (25,0 %), l'Espagne (18,1 %), l'Italie (12,1 %), la France (8,2 %), les Pays-Bas (7,3 %), la Pologne (5,1 %) et la Grèce (3,4 %).
L'Autriche a produit 3 791 GWh en 2022, en progression de 36,3 %, soit 5,5 % de la production d'électricité du pays.
L'Agence internationale de l'énergie estime la pénétration théorique du solaire photovoltaïque autrichien à 14,4 % de la production totale d'électricité du pays fin 2024 (moyenne de l'UE : 14 %) ; cette estimation est basée sur la puissance installée au 31/12/2024, donc supérieure à la production réelle de l'année. L'Autriche est au 12e rang mondial, loin derrière la Grèce (27,9 %), les Pays-Bas (25,5 %), l'Espagne (24,0 %), la Hongrie (20,6 %), le Chili, l'Australie, l'Allemagne (19,8 %), mais devant la France (7,3 %).
| Année | Production (GWh) | Accroissement | Part prod.élec. |
| 2010  | 89               |               | 0,1 %           |
| 2011  | 174              | +96 %         | 0,3 %           |
| 2012  | 337              | +94 %         | 0,5 %           |
| 2013  | 626              | +86 %         | 0,9 %           |
| 2014  | 785              | +25 %         | 1,2 %           |
| 2015  | 937              | +19 %         | 1,4 %           |
| 2016  | 1 096            | +17 %         | 1,6 %           |
| 2017  | 1 269            | +16 %         | 1,8 %           |
| 2018  | 1 455            | +15 %         | 2,1 %           |
| 2019  | 1 702            | +17 %         | 2,3 %           |
| 2020  | 2 042            | +20 %         | 2,8 %           |
| 2021  | 2 782            | +36,2 %       | 3,9 %           |
| 2022  | 3 791            | +36,3 %       | 5,5 %           |
| 2023  | 6 395            | +69 %         |                 |
| 2024  | 8 620            | +35 %         |                 |

Selon EurObserv'ER, l'Autriche a produit 5 197 GWh en 2023, en progression de 37 %, soit 2,1 % de la production de l'Union européenne (UE), au 11e rang des producteurs photovoltaïques de l'UE, loin derrière l'Allemagne (25,1 %), l'Espagne (17,6 %), l'Italie (12,6 %), la France (9,5 %), les Pays-Bas (8,7 %), la Pologne (4,7 %) et la Grèce (3,4 %).
Selon EurObserv'ER, l'Autriche a produit 3 791 GWh en 2022, en progression de 36,2 %, se classant au 10e rang des producteurs photovoltaïques de l'Union européenne (UE) avec 1,8 % de la production de l'UE, loin derrière l'Allemagne (29,6 %), l'Espagne (14,4 %), l'Italie (13,7 %), la France (10,0 %), les Pays-Bas (8,6 %) et la Pologne (3,9 %).

##### Puissance installée
En 2024, l'Autriche a installé 2 226 MWc, soit 3,7 % du total de l'UE, au 8e rang européen, derrière l'Allemagne (24,2 %), l'Espagne (13,1 %), l'Italie (10,8 %), la France (8,4 %), la Pologne (7,3 %), les Pays-Bas (5,2 %), la Grèce (4,3 %). La puissance installée du parc photovoltaïque autrichien atteint 8 620 MWc, en progression de 35 % en un an, soit 2,8 % du total de l'UE, au 9e rang européen, derrière l'Allemagne (89 130 MWc, 29,1 %), l'Espagne (37 438 MWc, 12,2 %), l'Italie (35 819 MWc, 11,7 %), la France (24 878 MWc, 8,1 %), les Pays-Bas (23 904 MWc, 7,9 %), la Pologne (20 945 MWc, 6,6 %), la Grèce et la Belgique. La puissance installée par habitant en Autriche atteignait 941,2 Wc fin 2024, supérieure de 38 % à la moyenne de l'Union européenne (682 Wc), au 3e rang européen, derrière les Pays-Bas (1 357,6 Wc) et l'Allemagne (1 068 Wc), loin devant la France (363,4 Wc).
En 2023, l'Autriche a installé 1 405 MWc, soit 2,6 % du marché de l'Union européenne, au 10e rang européen, loin derrière l'Allemagne (27,5 %), l'Espagne (13,7 %), l'Italie (9,9 %), la Pologne (9,2 %), les Pays-Bas (8,1 %) et la France (6 %). La puissance installée du parc photovoltaïque autrichien atteint 5 197 MWc, en progression de 37 % en un an, soit 2,0 % du total de l'UE, au 10e rang européen, loin derrière l'Allemagne (82 191 MWc, soit 32 %), l'Espagne (30 612 MWc, 11,9 %), l'Italie (30 300 MWc, 11,8 %), les Pays-Bas (23 904 MWc, 9,3 %), la France (20 451 MWc, 8 %) et la Pologne (17 057 MWc, 6,6 %). La puissance installée par habitant en Autriche atteignait 570,8 Wc fin 2023, inférieure de 0,3 % à la moyenne de l'Union européenne (572,5 Wc), au 19e rang européen, loin derrière les Pays-Bas (1 342,1 Wc), l'Allemagne (974,3 Wc) et l'Espagne (636,6 Wc), mais devant la France (300 Wc).
En 2022, l'Autriche a installé 1 009 MWc, au 9e rang européen, loin derrière l'Allemagne (7 304 MWc), la Pologne (4 774 MWc), les Pays-Bas (3 938 MWc), l'Espagne (3 480 MWc), l'Italie (2 490 MWc) et la France (2 385 MWc). La puissance installée du parc photovoltaïque autrichien atteint 3 792 MWc, en progression de 36 % en un an, au 10e rang européen, loin derrière l'Allemagne (67 399 MWc), l'Italie (25 060 MWc), les Pays-Bas (18 849 MWc), l'Espagne (17 195 MWc) et la France (17 169 MWc). La puissance installée par habitant en Autriche atteignait 422,3 Wc fin 2022, inférieure de 3,5 % à la moyenne de l'Union européenne (437,4 Wc) et au 9e rang européen, derrière les Pays-Bas (1 071,5 Wc), l'Allemagne (809,7 Wc), la Belgique (558,6 Wc), etc.
L'Autriche a installé 720 MWc en 2021 contre 340 MWc en 2020.

#### Énergie nucléaire
L'Autriche ne produit pas d'électricité d'origine nucléaire sur son sol et ne l'a jamais fait. Une centrale nucléaire est construite entre 1972 et 1977. Construite par Siemens, la centrale nucléaire de Zwentendorf ne fut jamais mise en activité. Au cours d'un référendum le 5 novembre 1978, le peuple autrichien vote contre sa mise en service à 50,5 %. Par la suite, le gouvernement autrichien vote, en 1978, une loi de non-utilisation de l'énergie nucléaire (Atomsperrgesetz), puis l'intègre à la constitution en 1999. Ce consensus sur la non-production d'énergie nucléaire demeure aujourd'hui de l'ordre du consensus politique,. Le producteur et distributeur d'électricité de Basse-Autriche, EVN, rachète le site et compte aujourd'hui le transformer en site de production d'énergie solaire,. L'objectif est à la fois de satisfaire les critères du protocole de Kyoto sur le réchauffement climatique, en réduisant les émissions de CO2, et d'augmenter la part d'énergie renouvelable de 70 % à 78 % d'ici 2010.

### Échanges internationaux d'électricité
L'Autriche est importatrice nette d'électricité : en 2018, elle a importé 28,08 TWh et exporté 19,13 TWh ; le solde importateur de 8,95 TWh représentait 11,5 % des besoins du pays ; en 2019, ses importations ont baissé à 26,05 TWh et ses exportations se sont accrues à 22,92 TWh, ce qui a réduit le solde importateur à 3,13 TWh. En 2020, année de la crise du Covid-19, les échanges se sont réduits : 24,52 TWh d'importations et 22,33 TWh d'exportations, abaissant le solde importateur à 2,19 TWh. En 2021, les importations ont augmenté à 26,44 TWh et les exportations ont reculé à 18,89 TWh, portant le solde importateur à 7,55 TWh, soit 9,6 % des besoins. En 2022, les importations ont augmenté à 28,59 TWh et les exportations à 19,89 TWh, portant le solde importateur à 8,70 TWh, soit 11,2 % des besoins.
Avec l'Allemagne, le solde est largement importateur : 12,26 TWh (importations : 16,34 TWh, exportations : 4,08 TWh) ; de même avec la République Tchèque : importations : 10,84 TWh, exportations : 0,11 TWh ; par contre, le solde est exportateur avec la Suisse : 4,40 TWh, la Slovénie : 3,70 TWh, la Hongrie  : 3,16 TWh et l'Italie : 1,40 TWh.
En 2015, ses importations nettes d'électricité atteignent 10,1 TWh ; sa production nationale ne couvre que 81,8 % de sa consommation d'électricité.
Plus en détail, ses importations s'élèvent en 2015 à 29 368 GWh et ses exportations à 19 311 GWh, résultant en un solde net importateur de 10 057 GWh. Ses échanges avec l'Allemagne sont largement importateurs : 17 775 GWh d'imports, 3 482 GWh d'exports ; de même avec la République tchèque : 12 342 GWh d'imports, 41 GWh d'exports ; par contre, ses soldes sont exportateurs avec la Suisse : 6 740 GWh, la Slovénie : 4 678 GWh, la Hongrie : 2 119 GWh et l'Italie : 1 484 GWh.

### Consommation d'électricité
La consommation d'électricité du pays atteint 8 474 kWh par habitant en 2017, soit 2,69 fois la moyenne mondiale (3 152 kWh/hab), 18 % au-dessus de celle de la France (7 209 kWh/hab) et 22 % au-dessus du niveau allemand (6 947 kWh/hab).
Cette consommation par habitant élevée s'explique par une forte part de l'industrie : 42,8 % de la consommation totale d'électricité en 2022 ; la part du secteur résidentiel est de 31,3 % et celle du tertiaire de 18,3 %. La présence de centrales hydroélectriques attire généralement des industries électro-intensives telles que les fonderies d'aluminium.

## Réseaux de chaleur
La chaleur distribuée par les réseaux de chaleur représente 6,5 % de la consommation finale d'énergie en 2017 ; elle a progressé de 195 % depuis 1990, année où sa part n'est que de 3,1 %. Elle est produite dans des centrales de cogénération (58 %) ou dans des chaufferies dédiées uniquement à la production de chaleur (42 %).
Cette production atteint 85,27 PJ (pétajoules) en 2020, à comparer à celle de l'Allemagne : 426 PJ (4e rang mondial) pour une population 9,5 plus nombreuse ; l'utilisation de la chaleur de réseau est donc près de deux fois plus importante en Autriche. Cette production se répartit entre 37,4 % de combustibles fossiles (gaz naturel 31,2 %, pétrole 2,8 %, charbon 3,4 %), 54,9 % d'énergies renouvelables (biomasse 50,4 %, déchets 3,8 %, géothermie 0,6 %, solaire thermique 0,1 %) et 7,7 % d'autres sources (surtout déchets non renouvelables : 7,0 %). La chaleur est consommée par le secteur résidentiel à 46,9 %, le secteur tertiaire à 37,7 % et l'industrie à 14,7 %.

## Émissions de gaz à effet de serre
Les émissions de CO2 liées à l'énergie en Autriche s'élèvent en 2017 à 64,9 Mt CO2, soit 7,38 t CO2 par habitant, niveau supérieur de 69 % à la moyenne mondiale : 4,37 t/hab et de 62 % à celui de la France : 4,56 t/hab, mais inférieur de 15 % à celui de l'Allemagne : 8,70 t/hab.

## Programmes gouvernementaux
Depuis 1995, l'État a versé plus de 25 millions d'euros dans la recherche énergétique.
Le Ministère des transports, de l'innovation et de la technologie (BMVIT) a mis en place le programme Nachhaltig Wirtschaften (« Les économies durables ») visant à promouvoir le développement durable. L'État soutient ainsi des recherches concernant la pile à combustible.
Le Conseil national a adopté une « Stratégie du climat autrichienne 2008-2012 » afin de remplir les exigences du protocole de Kyoto sur le réchauffement climatique. Celui-ci prévoit une concertation entre l'État et les Länder afin d'augmenter la part d'utilisation de la biomasse .
Depuis 1996, une écotaxe sur le gaz et l'électricité est mise en place. La loi de 2002, intitulée Energie-Eco, prévoit de faire passer en 2008 de 1 à 4 % la part dans la production nationale énergétique des centrales « éco-électriques », c'est-à-dire utilisant des énergies renouvelables autres que l'énergie hydraulique (dont l'énergie solaire, éolienne, la biomasse, le biogaz, l'énergie géothermique, ou encore le gaz issu des égouts) .